# 法昆多·阿奎略 (網球運動員)
法昆多·阿奎略（Facundo Argüello，1992年8月4日—）是一位阿根廷職業男子網球運動員。他曾在2014年和2015年闖入法國網球公開賽正賽階段，兩次都在第一輪遭到淘汰。

## 外部連結
- 法昆多·阿奎略（英文/西班牙文）的官方資料
- 法昆多·阿奎略的國際網球總會 職業／青少年 官方資料（英文）
- 法昆多·阿奎略的官方資料（英文）